# Scotinosoma completum
Scotinosoma completum är en tvåvingeart som först beskrevs av Malloch 1931.  Scotinosoma completum ingår i släktet Scotinosoma och familjen bredmunsflugor. Inga underarter finns listade i Catalogue of Life.